# O Amor É a Resposta
O Amor é a Resposta é o quarto álbum da cantora Alessandra Samadello, lançado em 1996.
Com a maioria do repertório escrito por Ariney Oliveira, o disco é considerado um dos mais marcantes e ousados já produzido pela cantora. Neste álbum, ocorre o rompimento com o estilo clássico adotado até então, ocorrendo uma aposta em estilos mais contemporâneos e ritmados, cujo som dá, a Alessandra, oportunidade de flertar com outros gêneros musicais.
O álbum foi de grande impacto em sua carreira e a projetou bastante para as comunidades cristãs não adventistas do Brasil. Nesta época, a artista participou de programas midiáticos, com Alessandra a se apresentar no programa Domingo Legal, no SBT. Quatro anos mais tarde, Alessandra lançou uma versão em espanhol deste álbum, agora sob o título Amor Es La Respuesta, na tentativa de conquistar o público latino e alavancar de vez sua carreira internacional.
Em 2015, foi considerado, por vários historiadores, músicos e jornalistas, como o 35º maior álbum da música cristã brasileira, em uma publicação dirigida pelo Super Gospel. Mais tarde, foi eleito pelo mesmo portal o 26º melhor álbum da década de 1990.

## Faixas
1. "O Amor É A Resposta"
2. "Noite Colorida"
3. "Senhor, Eu Te Louvo!"
4. "Aleluia" - Part. Kades Singers
5. "Tesouro Real"
6. "A Esperança É Jesus"
7. "Pai, Escuta A minha Oração!"
8. "Eu Sou Jesus"
9. "Eu Verei"
10. "Salmo 27"